# 耿雁生
耿雁生（1960年—）山西人，中國人民解放軍大校，中華人民共和國國防部新聞事務局局長、新聞發言人。

## 生平
耿雁生1960年生於中國山西。1977年加入中國人民解放軍，在蘭州軍區當通信兵。1979年到中國人民解放軍南京通信工程學院（中國人民解放軍理工大學的前身）讀書。1983年到中國人民解放軍總參謀部政治部工作，1992年到總參謀部工程維護總隊工作，1994年到中華人民共和國國防部外事辦公室工作，從綜合局秘書做到副局長。耿雁生曾出訪幾十個國家，並多次參與重大涉外軍事演習，如2005年中俄聯合軍演、2007年「勇士-2007」實兵實彈演習、「礪兵-2008」演習等。2010年4月擔任中華人民共和國國防部新聞事務局局長、國防部新聞發言人，大校軍銜。2015年6月到龄退役。

## 家庭
耿雁生已婚，有一子。